# Fred J. Rode
Frederick „Fred“ J. Rode (* 19. Mai 1896 in Brooklyn, New York City, New York; † Oktober 1971 in Washington, D.C.) war ein US-amerikanischer Szenenbildner, der ein Mal für den Oscar für das beste Szenenbild nominiert war.

## Leben
Rode begann seine Laufbahn als Szenenbildner in der Filmwirtschaft Hollywoods 1939 bei dem von John Ford inszenierten Western Trommeln am Mohawk (Drums Along the Mohawk), in dem Henry Fonda, Claudette Colbert und Edna May Oliver die Hauptrollen spielten. Er arbeitete bis 1953 an der szenischen Ausstattung von mehr als vierzig Filmen mit.
Bei der Oscarverleihung 1952 wurde Rode gemeinsam mit Lyle R. Wheeler, Leland Fuller und Thomas Little für den Oscar für das beste Szenenbild in einem Schwarzweißfilm nominiert, und zwar für den Spielfilm Vierzehn Stunden (Fourteen Hours, 1951) von Henry Hathaway mit Paul Douglas, Richard Basehart und Barbara Bel Geddes.

## Filmografie (Auswahl)
- 1939: Trommeln am Mohawk (Drums Along the Mohawk)
- 1943: Guadalkanal – die Hölle im Pazifik (Guadalcanal Diary)
- 1944: Buffalo Bill, der weiße Indianer (Buffalo Bill)
- 1944: Der Sonntagsgast (Sunday Dinner for a Soldier)
- 1945: Thunderhead – der vierbeinige Teufel (Thunderhead, Son of Flicka)
- 1946: Faustrecht der Prärie (My Darling Clementine)
- 1950: Drei kehrten heim (Three Came Home)
- 1950: Unter Geheimbefehl (Panic In the Streets)
- 1950: Der gebrochene Pfeil (Broken Arrow)
- 1950: Vorposten in Wildwest (Two Flags West)
- 1951: Vierzehn Stunden (Fourteen Hours)
- 1951: Insel der zornigen Götter (Bird of Paradise)
- 1951: Froschmänner (The Frogmen)
- 1951: Vergeltung am Teufelssee (The Secret of the Convict Lake)
- 1951: Der letzte Angriff (Fixed Bayonets!)
- 1952: Lockruf der Wildnis (Lure of the Wilderness)
- 1952: Casanova wider Willen (Dreamboat)
- 1952: Der rote Reiter (Pony Soldier)
- 1953: Die silberne Peitsche (The Silver Whip)
- 1953: Die Wüstenratten (The Desert Rats)
- 1953: Das Höllenriff (Beneath the 12-Mile Reef)
- 1953: Der Hauptmann von Peshawar (King of the Khyber Rifles)